# Marie Luplau
Marie Luplau ou Henriette Marie Antoinette Luplau, née le 7 décembre 1848 à Hillerød, morte le 16 août 1925 à Frederiksberg est une féministe engagée et une peintre danoise ayant vécu un temps en France, à Pont-Aven.

## Biographie
Fille du pasteur Daniel Carl Erhard Luplau (1818 - 1909) et de la féministe Line Luplau, elle a grandi dans le sud du Jutland jusqu'en 1864, date où son père est chassé à la suite de la défaite danoise face à la Prusse lors de la guerre des duchés qui entraîne la perte du Schleswig-Holstein pour le Danemark. La famille déménage alors à Copenhague jusqu'à ce que son père retrouve un ministère à Varde en 1866.
Très tôt, avec le soutien de sa mère, elle s'intéresse à la peinture. Vers 1870, elle entre à l'atelier-école du peintre Vilhelm Kyhn qui propose des cours pour les femmes. Cet atelier rencontre le succès et compte 75 femmes inscrites aux cours. C'est dans cet atelier qu'elle rencontre la peintre Emilie Mundt. À partir de ce moment, leurs vies privées et artistiques seront intimement liées. Elles suivent des cours de peinture à Copenhague. En 1874, elles  sont refusées à l'Académie des beaux-arts, alors non-ouverte aux femmes. Le refus est justifié non en raison de capacités mais parce que l'étude et les cours de modèle vivant sont considérés comme indécents. L'académie royale du Danemark ne sera accessible aux femmes qu'en 1888. Les deux femmes réaliseront plusieurs tableaux à « quatre mains » au cours des années qu'elles passeront ensemble. Les deux jeunes femmes séjournent de 1875 à 1876 à Munich où elles prennent des leçons auprès du peintre norvégien Eilif Peterssen et demandent vainement d'entrer à l'Académie d'art de cette ville.
De 1882 à 1884, elles résident à Paris où elles étudient à l'Académie Colarossi, réputée pour son progressisme (elle acceptait en effet les femmes peintres et les autorisait à peindre d'après des modèles masculins nus). Les peintres Louis-Joseph-Raphaël Collin et Gustave Courtois y participent à leur formation.
Elle séjourne pendant ces années à plusieurs reprises en Bretagne, principalement à Pont-Aven, en compagnie d'Emilie Mundt, pour peindre la nature et les paysans.
En 1886, Marie Luplau fonde avec Emilie Mundt une école d'art à Frederiksberg, destinée aux jeunes femmes peintres. Cette école existe jusqu'en 1913. Les peintres Maria Thymann (1867-1928), Elisabeth Drewes Kofoed (1877-198) et Niels Peter Bolt (1886-1965) comptent parmi leurs élèves.
Les deux femmes militent dans de nombreuses organisations féministes danoises. Féministes engagées, Emilie Mundt et Marie Luplau se battent pour que les femmes puissent accéder pleinement à l'éducation et au suffrage universel au Danemark. En 1890, Emilie Mundt adopte une petite fille, Carla Mundt-Luplau, qu'elle élève en compagnie de Marie Luplau. Les deux femmes continuent à voyager, à Paris à plusieurs reprises, en Suisse, en Italie, en 1890-1893 et en 1896. Elles exposent en Suisse et à Paris.
Marie Luplau est enterrée au Solbjerg Park Cemetery.
En 2007, le Women's Museum in Denmark consacre une exposition au couple Emilie Mundt et Marie Luplau : Symbiosis in life and art.

## Œuvres
- Le bois d'amour à Pont-Aven (1883, huile sur toile, musée des beaux-arts de Pont-Aven)
- Landscape With Houses At A Stream, Bretagne (Paysage avec maisons et ruisseau, Bretagne [à Pont-Aven]) (non daté)[7]
- Landscape With Streamand Woman On Path, Bretagne (Paysage avec une femme au bord de l'eau, Bretagne) (1882)[8]
- Scenery From Oerstedparken With Walking People (1885)[7]
- Coastal Scape From The Cliffs Of Stevns (1889)[7]
- Scenery From Ruds Vedby (1894)[8]
- Landscape From Vallerød, Denmark (Paysage près de Vallerød, Danemark) (1898)[8]
- Symbolistisk Gadeparti (1898)
- Paysage d'été près de Frederiksvaerk (Danemark)[7]
- Summer Landscape From Præstø, Denmark (Paysage d'été près de Præstø, Danemark) (1919)

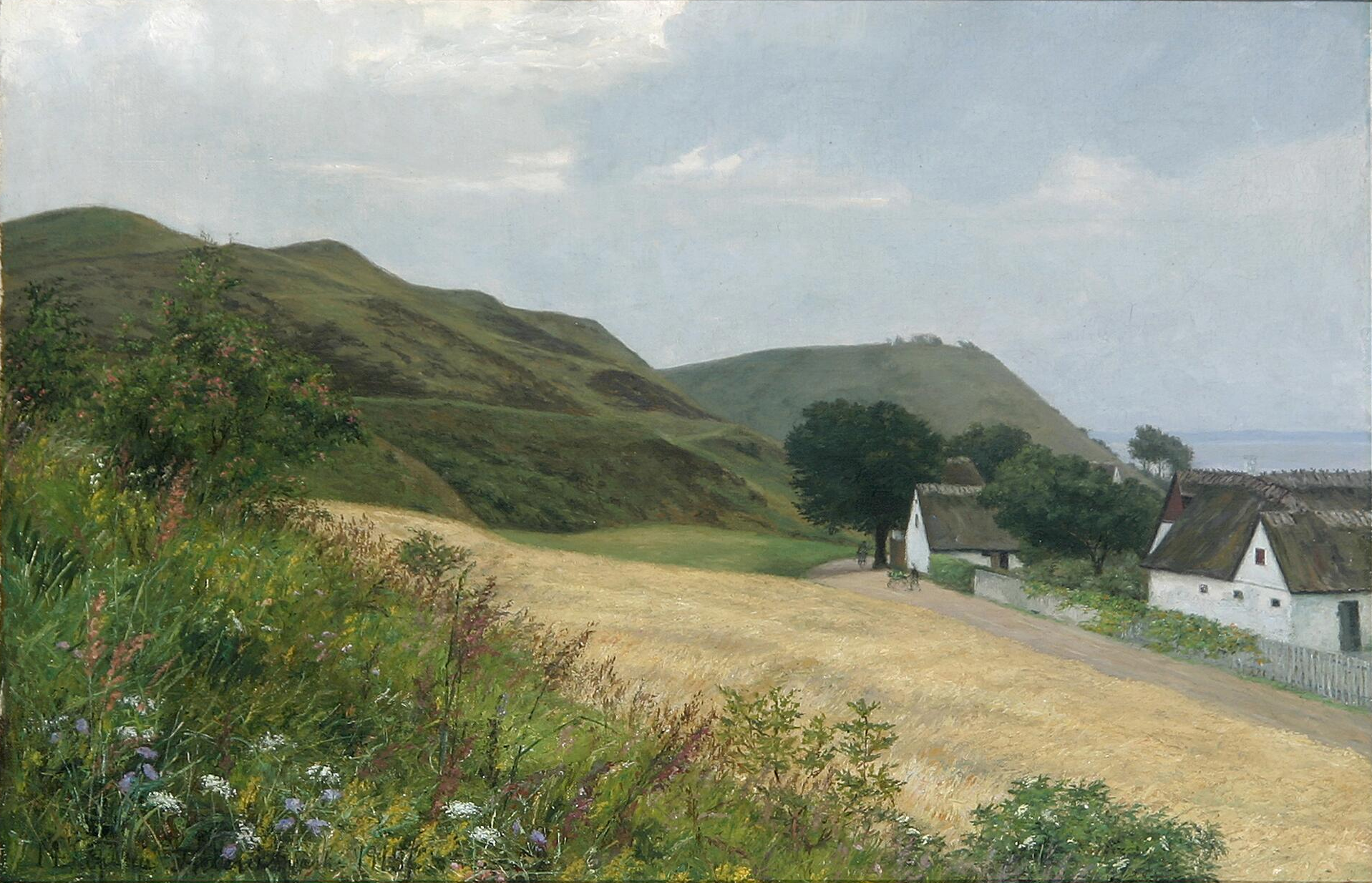
Paysage d'été près de Frederiksvaerk (Danemark)
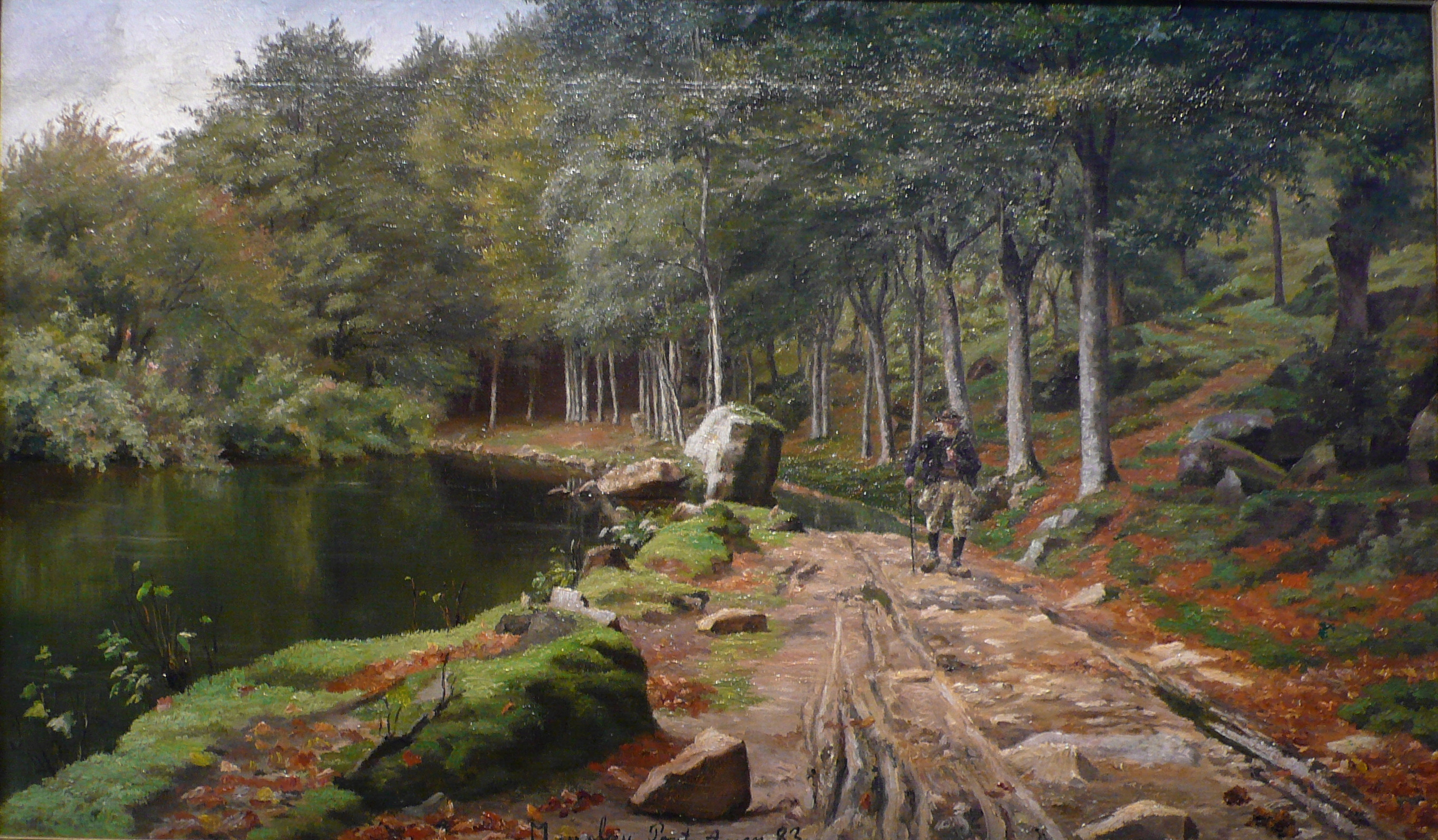
Le Bois d'Amour 1883 Musée de Pont-Aven
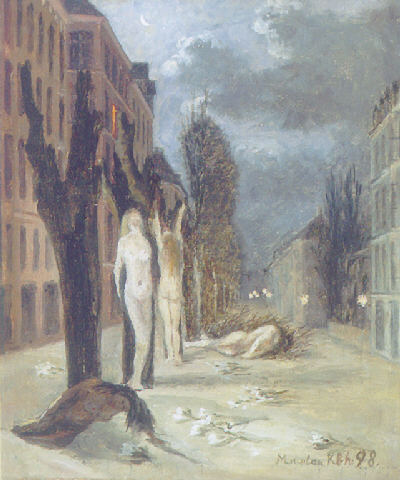
Symbolistisk Gadeparti (1898)

## Source de la traduction
- (da) Cet article est partiellement ou en totalité issu de l’article de Wikipédia en danois intitulé « Marie Luplau » (voir la liste des auteurs).